# تامس هامفری مارشال

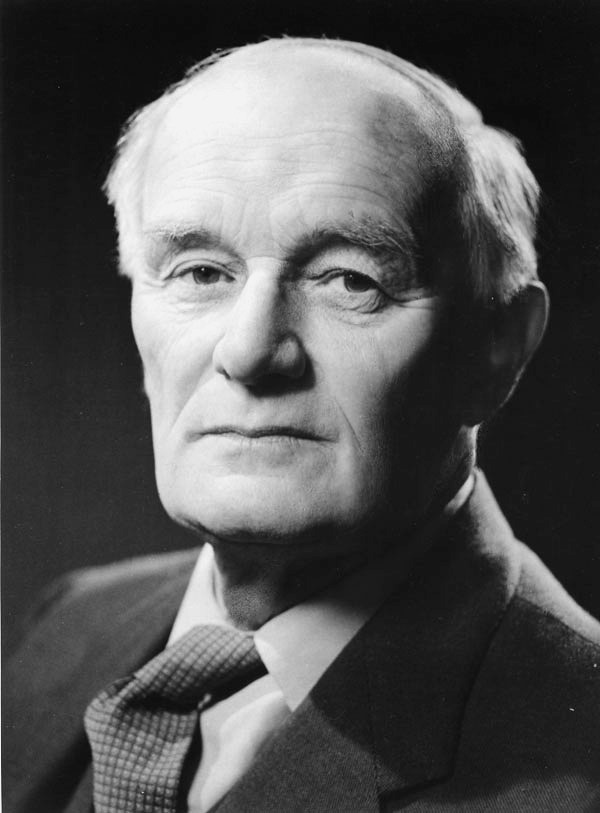
تامس هامفری مارشال، جامعه‌شناس انگلیسی

تامس هامفری مارشال (۱۸۹۳ - ۱۹۸۱) جامعه‌شناس انگلیسی بود که بیشتر به دلیل آثارش در زمینه شهروندی و طبقه اجتماعی شهرت داشت. او تحصیلات خود را در دانشکده راگبی، دانشکده ترینیتی و دانشگاه کمبریج به پایان رساند. او در طول جنگ جهانی اول، اسیر آلمانی‌ها بود. او از سال ۱۹۳۹ تا ۱۹۴۴، مدیریت گروه علوم اجتماعی دانشکده اقتصاد لندن را بر عهده داشت و از سال ۱۹۵۶ تا ۱۹۶۰ رئیس گروه علوم اجتماعی یونسکو بود.
او معتقد بوده است که با بین‌المللی کردن رشته علوم اجتماعی می توان به درک متقابل بهتر بین فرهنگ ها و همکاری بین‌المللی کمک کرد.